# ندا ناجی
ندا ناجی کنشگر اجتماعی، فعال کارگری و زندانی سیاسی اهل ایران است. او در تجمع روز جهانی کارگر مورخ اردیبهشت سال ۱۳۹۸ مقابل ساختمان مجلس شورای اسلامی توسط نیروهای امنیتی بازداشت شد. ندا ناجی، پس از ۲۱۸ روز بازداشت، از سوی دادگاه انقلاب به پنج سال و شش ماه حبس تعزیری محکوم شد؛ این حکم در دادگاه تجدیدنظر به ۲ سال و شش ماه کاهش یافت.
سرانجام در ۲۴ فروردین سال ۱۳۹۹ زهرا مینویی وکیل ندا ناجی در گفت‌وگو با خبرنگار ایلنا، از آزادی موکل خود خبرداد.

## بازداشت روز جهانی کارگر ۱۳۹۸
یازدهم اردیبهشت ماه سال ۱۳۹۸، نیروهای امنیتی از میان گروهی از کارگران، دانشجویان، معلمان و فعالان کارگری که به‌مناسبت روز جهانی کارگر مقابل مجلس تجمع کرده‌بودند، بیش از ۳۰ نفر را بازداشت کردند و آن‌ها را به مقر دادستانی در میدان ارگ منتقل کردند.

#### واکنش‌ها به بازداشت
غلامحسین اسماعیلی سخنگوی قوه قضائیه در یک کنفرانس مطبوعاتی با اشاره به «غیرقانونی بودن تجمع» گفته «نیروی انتظامی جمعی را به جرم مشهود بازداشت کرده‌است.»
حشمت‌الله فلاحت‌پیشه، رئیس کمیسیون امنیت ملی و سیاست خارجی مجلس گفته‌است که بازداشت‌شدگان تجمع روز کارگر مقابل مجلس باید سریعاً آزاد شوند.
جمعی از نمایندگان مجلس در نامه‌ای به سید ابراهیم رئیسی رئیس قوه قضاییه، خواستار اصلاح احکام صادره برای ندا ناجی و چند روزنامه‌نگار و فعال مدنی دیگر شدند. محمود صادقی، پروانه سلحشوری، طیبه سیاوشی، علی مطهری و الیاس حضرتی از جمله امضاکنندگان این نامه هستند.
واکنش دانشگاهیان
- جمعی از دانشجویان در تجمع دانشجویان دانشگاه تهران در اعتراض به حجاب اجباری پلاکاردهایی در اعتراض به بازداشت ندا ناجی و دو تن دیگر از فعالان مدنی بازداشت‌شدهٔ روز جهانی کارگر در دست داشتند.[۱۶][۱۷]
- شورای صنفی دانشجویان دانشکدهٔ علوم اجتماعی دانشگاه تهران نیز طی بیانیه‌ای از بازداشت‌شدگان روز کارگر حمایت کرد و خواستار رسیدگی هرچه سریع‌تر به پروندهٔ مرضیه امیری و دیگر بازداشتیان تجمع روز کارگر شد.[۱۸]

واکنش‌های بین‌المللی
- عفو بین‌الملل با انتشار یک بیانیه به ادامهٔ بازداشت ندا ناجی، مرضیه امیری، عاطفه رنگریز و آنیشا اسداللهی اعتراض کرد. عفو بین‌الملل در بیانیه‌اش نوشته‌است: «سه فعال حقوق کارگران و یک روزنامه‌نگار هفته‌هاست که به دلیل حضور در تجمع صلح‌آمیز روز جهانی کارگر در ۱۱ اردیبهشت ۱۳۹۸ در بازداشت به سر می‌برند و به اتهامات ساختگی مبنی بر اقدام علیه امنیت ملی متهم شده‌اند». در این بیانیه از مقامات ایرانی خواسته شده‌است تا این چهار زندانی را «بی‌درنگ و بدون قید و شرط» آزاد کنند و تمام اتهامات وارد شده به آن‌ها را لغو کنند.[۱۹]
- اتحادیه کارگران خدمات عمومی کانادا در نامه‌ای به آیت‌الله خامنه‌ای رهبر جمهوری اسلامی ایران، حسن روحانی رئیس‌جمهوری ایران و ستاد حقوق بشر قوه قضاییه ضمن اعتراض به محاکمه و حبسِ بازداشتیان اول ماه مه، خواستار «آزادی فوری و بدون قید و شرط» آن‌ها شد.[۲۰]

واکنش فعالان صنفی و سندیکاها
اتحادیه آزاد کارگران ایران، شورای هماهنگی معلمان و سندیکای کارگران شرکت واحد اتوبوسرانی تهران در پیام‌های جداگانه‌ای خواستار آزادی بازداشت شدگان روز کارگر شدند.
واکنش اعضای کانون نویسندگان ایران
- ناصر زرافشان، حقوق‌دان و عضو کانون نویسندگان ایران با انتشار ویدیویی به بازداشت و برخورد با دانشجویان و کارگران اعتراض کرد. او در این ویدیو می‌گوید رفتاری که با بازداشت‌شدگان اول ماه مه شده‌است، غیرقانونی است.[نیازمند منبع]
- فریبرز رئیس‌دانا، اقتصاددان و دیگر عضو کانون نویسندگان ایران نیز با انتشار ویدیویی بر غیرقانونی و ناعادلانه بودن بازداشت ندا ناجی، مرضیه امیری و عاطفه رنگریز تأکید کرد. رئیس‌دانا معتقد است آزادی این سه‌نفر راهی است که آینده‌ای تابناک برای جامعه را نشان می‌دهد.[نیازمند منبع]
- علی‌اکبر معصوم‌بیگی، مترجم و از اعضای کانون نویسندگان ایران هم، ویدیویی را در اعتراض به دستگیری فعالان کارگری منتشر کرد. او در این ویدیو می‌گوید: «سرکوب آن‌ها هدفی جز منفعل کردن شریف‌ترین فرزندان این مملکت که از هستی و آسایش خود می‌گذرند تا از حقوق رنج‌دیده‌ترین لایه‌های اجتماعی این کشور دفاع کنند، ندارد». [نیازمند منبع]

واکنش افراد سرشناس دیگر
- محمدعلی عمویی، فعال سیاسی و از با سابقه‌ترین زندانیان سیاسی با انتشار ویدیویی به بازداشت و برخورد با بازداشت شدگان روز کارگر اعتراض کرد؛ و خواهان آزادی ندا ناجی و سه تن دیگر از بازداشت شدگان این روز شد.[نیازمند منبع]
- سعید رضوی فقیه، روزنامه‌نگار در ویدیویی به بازداشت ندا ناجی، مرضیه امیری، عاطفه رنگریز و آنیشا اسدالهی اعتراض کرد و گفت تداوم زندانی بودن آنها مایه شرمساری است، نه فقط برای حکومت بلکه برای همه ما. آنها برای دفاع از حقوق ما در زندان اند برای آزادی ما در زندان اند، ما هم وظیفه داریم که از حق آزادی آنها دفاع کنیم[نیازمند منبع]
- کیوان صمیمی، روزنامه‌نگار و عضو شورای فعالان ملی مذهبی ایران با انتشار ویدیویی اعتراض خود را نسبت به تداوم بازداشت، ندا ناجی و سه بازداشت شده دیگر روز کارگر اعلام کرد. او در این ویدیو گفت باید به این ستارگان درخشان و فانوسهای روشن جایزه داد، نه اینکه دستگیر کرد، آنها راه عدم انفعال و عدم ناامیدی را به همه نشان می‌دهند.[نیازمند منبع]

### ضرب و شتم در زندان
محمود صادقی نماینده تهران در مجلس در توییتر خود نوشت: اخبار ضرب و شتم یک زندانی دیگر در زندان قرچک بسیار نگران کننده است؛ جناب آقای رئیسی اجازه ندهید فاجعه زندان فشافویه در زندان‌های دیگر تکرار شود. علاج واقعه قبل از وقوع باید کرد. نگذارید امیدهایی که با اظهارات شما به‌وجود آمده به یأس تبدیل شود.

### حکم زندان
حکم ندا ناجی پس از ۲۱۸ روز بازداشت در دادگاه بدوی توسط شعبه ۲۸ دادگاه انقلاب به ریاست قاضی مقیسه، اعلام شد. ندا ناجی به اتهام توهین به مأموران دولتی (ماده ۶۰۹ قانون مجازات اسلامی) به ۶ ماه حبس و به اتهام اجتماع و تبانی (ماده ۶۱۰ قانون مجازات اسلامی) به ۵ سال حبس محکوم شد که از این حکم ۵ سال آن قابل اجراست.
نهایتا ندا ناجی درد دادگاه تجدید نظر که بدون حضور خود او و وکیلش برگزار شد به ۳۰ ماه حبس و ۳۰ ضربه شلاق محکوم شد.

### مرخصی و آزادی
با فراگیر شدن بیماری کرونا و اعطای مرخصی به زندانیان ندا ناجی در ۸ اسفند ماه ۱۳۹۸ پس از ۳۰۳ روز بازداشت به مرخصی اعزام شد.
جمال عاملی، همسر این زندانی سیاسی، ۲۴ فروردین‌ماه در صفحه توییتر خود نوشت: «‏امروز برای پیگیری وضعیت ندا به اجرای احکام زندان اوین مراجعه کردیم، مشخص شد که ⁧‫ندا ناجی با گذراندن یک سوم از حبس خود مشمول بخشنامه ۲۷ اسفند قوه قضاییه شده‌است و دیگر لازم نیست به زندان برگردد.»

## بازداشت سال ۱۴۰۱
ناجی در شامگاه یکشنبه ۱۰ مهر ۱۴۰۱ و در جریان خیزش ۱۴۰۱ ایران با ورود نیروهای امنیتی به خانه‌اش بازداشت شد.